# Listeners
Listeners (リスナーズ?, Risunāzu) è una serie televisiva anime del 2020, prodotta da MAPPA e diretta da Hiroaki Ando.

## Produzione
La serie venne annunciata l'8 giugno 2019 da Jin, creatore del Kagerou Project. La serie è stata animata da MAPPA e diretta da Hiroaki Ando, con Dai Satō come sceneggiatore, Shinpei Kamada come character designer e L!th!um come compositore delle musiche.

### Distribuzione
La serie ha debuttato in Giappone il 3 aprile 2020 all'interno contenitore televisivo Animeism sugli emittenti televisivi MBS, TBS e BS-TBS, mentre e l'ultimo episodio è stato trasmesso il 19 giugno 2020.
I diritti per la distribuzione in lingua inglese sono stati acquistati da Funimation e la serie è trasmessa in streaming su Funimation, AnimeLab e Wakanim.
In Italia la serie è trasmessa in streaming simulcast dalla web TV VVVVID.

## Episodi
| Nº | Titolo italiano Giapponese 「Kanji」 - Rōmaji                                                             | In onda        | In onda        |
| Nº | Titolo italiano Giapponese 「Kanji」 - Rōmaji                                                             | Giapponese     | Italiano       |
| 1  | Live Forever 「リヴ・フォーエヴァー (Live Forever)」 - Rivu Fōevuā                                        | 3 aprile 2020  | 3 aprile 2020  |
| 2  | Half Man 「半分人間 (HALBER MENSCH)」 - Hanbun Ningen                                                     | 10 aprile 2020 | 10 aprile 2020 |
| 3  | You Made Me Realise 「ユー・メイド・ミー・リアライズ (You Made Me Realise)」 - Yū Meido Mī Riaraizu       | 17 aprile 2020 | 17 aprile 2020 |
| 4  | Teen Spirit 「ティーン・スピリット (TEEN SPIRIT)」 - Tīn Supiritto                                        | 24 aprile 2020 | 24 aprile 2020 |
| 5  | When Doves Cry 「ビートに抱かれて (When Doves Cry)」 - Bīto ni Idakarete                                  | 1º maggio 2020 | 1º maggio 2020 |
| 6  | Goodbye Blue Sky 「グッバイ・ブルー・スカイ (Goodbye Blue Sky)」 - Gubbai Burū Sukai                      | 8 maggio 2020  | 8 maggio 2020  |
| 7  | Giorno di rabbia 「怒りの日 (problems)」 - Ikari no Hi                                                    | 15 maggio 2020 | 15 maggio 2020 |
| 8  | Real Me 「リアル・ミー (The Real Me)」 - Riaru Mī                                                         | 22 maggio 2020 | 22 maggio 2020 |
| 9  | Freedom 「フリーダム (Freedom)」 - Furīdamu                                                               | 29 maggio 2020 | 29 maggio 2020 |
| 10 | Cross Road Blues 「クロスロード・ブルース (Cross Road Blues)」 - Kurosurōdo Burūsu                        | 5 giugno 2020  | 5 giugno 2020  |
| 11 | I Am The Resurrection 「アイ・アム・ザ・リザレクション (I Am The Resurrection)」 - Ai Amu Za Rizarekushon | 12 giugno 2020 | 12 giugno 2020 |
| 12 | Hello, Goodbye 「ハロー・グッドバイ (Hello, Goodbye)」 - Harō Guddobai                                    | 19 giugno 2020 | 19 giugno 2020 |